# Dr.-vom-Bruch-Brücke

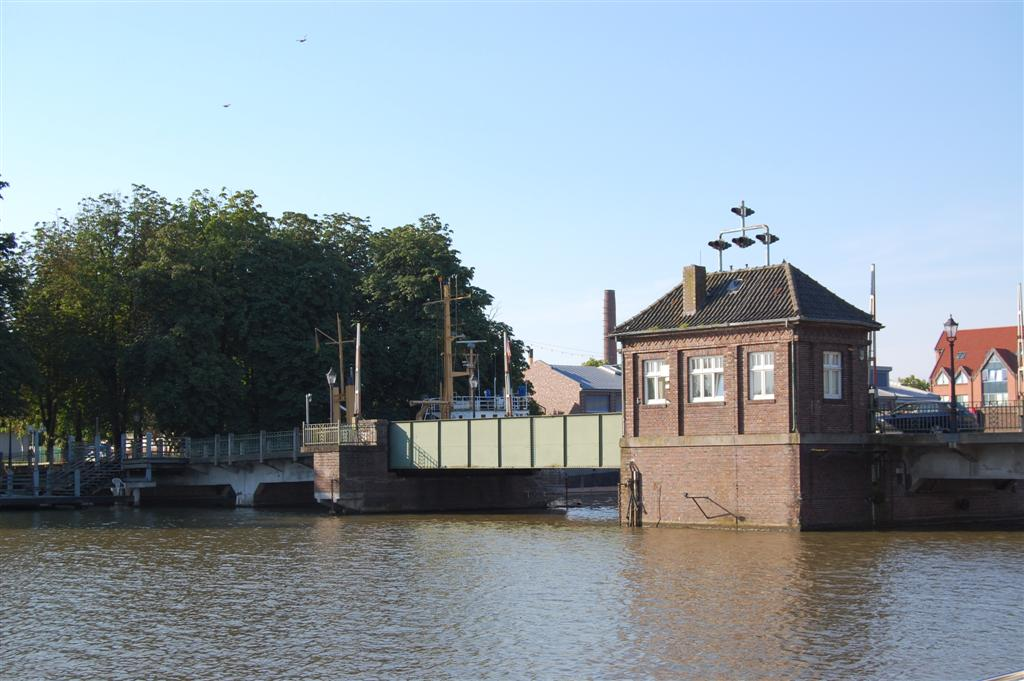
Die Dr.-vom-Bruch-Brücke in Leer

Die Dr.-vom-Bruch-Brücke in der ostfriesischen Kreisstadt Leer ist eine Klappbrücke aus Stahlbeton. Das in den Jahren 1926 bis 1927 errichtete Bauwerk ist etwa 100 Meter lang und steht unter Denkmalschutz. Sie führt über den Fluss Leda und verbindet die Nessestraße auf der Halbinsel Nesserland mit der Königsstraße in der Leeraner Innenstadt. Benannt ist die Brücke nach dem Bürgermeister von Leer Erich vom Bruch (* 29. Oktober 1885 in Solingen; † 7. Mai 1933 in Leer), in dessen Amtszeit (1920–1933) sie errichtet wurde. Bruch ist ein frühes Opfer des Nationalsozialismus. Er beging Suizid, nachdem Leeraner Nationalsozialisten ihm zu Unrecht Unregelmäßigkeiten im kommunalen Finanzwesen vorwarfen und diese gerichtlich prüfen wollten.

## Geschichte
Der Bau der Brücke steht in Zusammenhang mit der Verlegung des Galli-Viehmarktes. Dieser wurde bis 1927, wie auch alle anderen Viehmärkte, am Pferdemarkt und der Blinke abgehalten. Da aber immer mehr Vieh auf dem Viehmarkt angeboten wurde, suchte man nach einer anderen Lösung, denn das Vieh musste durch die gesamte Stadt getrieben werden, wodurch ständig starke Verschmutzungen auftraten. Die Stadtverwaltung beschloss daher die Verlegung des Marktes und den Bau einer neuen Viehmarktanlage auf der Halbinsel Nesse. Diese wurde am 2. März 1927 erstmals benutzt und am 15. Juni 1927 eingeweiht. Im Zusammenhang mit diesen Bauarbeiten wurde auch die Klappbrücke als Verbindung der Halbinsel Nesse zur Waage und zum Rathaus, die heutige „Dr.-vom-Bruch-Brücke“, errichtet. Die Bauarbeiten schrieb die Stadt am 4. Februar 1926 aus. Am 20. Juli 1927 feierte man das Richtfest für das Brückenhäuschen und am 11. Oktober 1927 die Fertigstellung des Bauwerkes, das fortan Rathausbrücke hieß. Im Frühjahr 1949 beschloss die Stadt, die Brücke in „Dr.-vom-Bruch-Brücke“ umzubenennen.